# 儲善慶
儲善慶，江南宜興人。清朝官員。
儲善慶出身宜興儲氏，家族自宋明以來科名長盛不衰。康熙六年（1667年），善慶與弟方慶同中丁未科進士，任直隸井陘縣知縣。